# Sergei Georgijewitsch Trofimenko

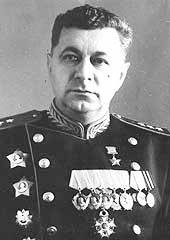
Sergei Georgijewitsch Trofimenko

Sergei Georgijewitsch Trofimenko (russisch Сергей Георгиевич Трофименко; * 22. September 1899 in Rewny, Rajon Nawlja, Gouvernement Orjol; † 16. Oktober 1953 in Moskau) war ein sowjetischer Generaloberst und Held der Sowjetunion.

## Leben
Sergei Trofimenko wurde 1899 in der Brjansker Provinz in einer Arbeiterfamilie geboren. Zu Beginn des 20. Jahrhunderts zog seine Familie nach Lgow. Nach dem Tod seines Vaters musste er bereits im Alter von 10 Jahren im Eisenbahn-Depot von Brjansk als Zusteller und Scheibenwischer für Dampflokomotiven arbeiten und absolvierte dann eine zweijährige Werkschule für Schlosser. Er nahm 1917 in Brjansk aktiv an den revolutionären Ereignissen teil. Im Eisenbahn-Depot war er einer der Organisatoren der Komsomol-Zelle, 1918 trat er der kommunistischen Partei bei.

### In der Roten Armee
Nach der Annäherung der Weißgardisten unter General A. I. Denikin trat er 1919 in die Rote Armee ein. Während des Russischen Bürgerkriegs diente er als gewöhnlicher Soldat, dann als Kommandeur eines Zuges und als Assistent einer Maschinengewehr-Mannschaft bei der 41. Schützen-Division der roten 14. Armee. Er kämpfte an der Süd-, Südwest- und Westfront gegen die Truppen von Denikin, Petljura und Piłsudski. Im September 1923 wurde er Führer eines MG-Zuges, ab Februar 1924 Militärkommissar des 132. Donezker-Schützen-Regiments (44. Schützen-Division) im Ukrainischen Militärbezirks. 1926 absolvierte er den höheren Taktik- und Schießkurs „Wystrel“. Seit September 1926 war er Kommandeur eines Bataillons des 7. kaukasischen (später 135. Schützen-) Regiments der 45. Schützen-Division im selben Militärbezirks. 1932 absolvierte er die Frunse-Militärakademie. Ab Mai 1932 war er Stabschef der 61. Schützen-Division im Militärbezirk Wolga und ab Dezember 1935 war er Chef der Operations-Abteilung im Generalstab des Militärbezirks Wolga, dann ab Juni 1937 in der gleichen Position beim Militärbezirk von Kiew. 1937 absolvierte er die höhere Militärakademie des Generalstabs der Roten Armee. Seit Juli 1938 war er Stabschef der Heeresgruppe Schitomir und ab September 1939 befand er sich in der gleichen Position bei der 5. Armee des Sonder-Militärbezirks Kiew.

### Im Zweiten Weltkrieg
Im September 1939 nahm Trofimenko an der Invasion in der Westukraine teil und übernahm im Sowjetisch-finnischen Krieg den Posten des stellvertretenden Stabschefs der 7. Armee in Karelien. Am 4. Juni 1940 wurde er zum Generalmajor befördert. Im August 1940 wurde er zum Stabschef des Nordkaukasischen Militärbezirks und ab Januar 1941 zum Kommandeur der Truppen der zentralasiatischen Militärbezirks ernannt. Bei Ausbruch der deutschen Invasion in der Sowjetunion befehligte Trofimenko weiterhin in Zentralasien, wo von August bis Oktober 1941 neben dem 58. Schützenkorps auch die 53. Armee stationiert wurde, um die Grenze nach Zentralasien abzusichern. Von Dezember 1941 bis März 1942 befehligte er die Einsatzgruppe von Medweschjegorsk (1941–1942) der Karelischen Front.
Am 13. Juni 1942 wurde er zum Generalleutnant ernannt, von März bis Juni 1942 war er Kommandeur der 32. Armee und von Juli 1942 bis Januar 1943 – der 7. Armee und vom Januar 1943 bis zum Kriegsende 1945 Oberbefehlshaber der 27. Armee. Seine Truppen nahmen 1942 an den Verteidigungskämpfen in Karelien und an der Demjansker-Operation teil. 1943 kämpften seine Truppen in der Schlacht von Kursk und nahmen an der Belgorod-Charkower Operation sowie an der Befreiung der Ukraine teil. Während der Jassy-Kischinew (August 1944) führte die 27. Armee den Hauptangriff in der 2. Ukrainischen Front in Richtung auf Iași durch, durchbrach die deutsche Verteidigungen und ermöglichte die Einführung der 6. Panzerarmee zum strategischen Durchbruch. Dann entwickelte die 27. Armee ihre Offensive auf rumänisches Territorium, die sich in neun Tagen auf eine Vormarschstrecke von 250 km erstreckte, wodurch das Hinterland der deutschen Heeresgruppe Südukraine aufgespalten wurde und in schneller Abfolge die Städte Adjud, Focșani, Buzău und Ploiești in sowjetische Hände fielen. Per Dekret des Präsidiums des Obersten Sowjets der UdSSR vom 13. September 1944 wurde Triofimenko für seine letzteren Leistungen der Rang de Generalleutnant und der Titel des Helden der Sowjetunion samt Vergabe des Leninordens und der Goldene Stern Nr. 4262 zuerkannt. Vom Herbst 1944 und bis zum Kriegsende im Mai 1945 nahmen die Truppen seiner 27. Armee an der Debreczen, Budapest, Balaton, Wien und Amstetten teil.

### Nachkriegszeit
Von 1945 bis 1946 befehligte er die sowjetischen Truppen in Tiflis, dann von 1946 bis 1949 war er Befehlshaber des weißrussischen und von 1949 bis 1953 des nordkaukasischen Militärbezirks. 1949 absolvierte er die höheren akademischen Kurse an der Woroschilow-Militärakademie. Er wurde bei der 2. und 3. Einberufung (1946–1953) zum Abgeordneten des Obersten Sowjets der UdSSR gewählt. Trofimenko starb im Oktober 1953 in Moskau und wurde auf dem Nowodewitschi-Friedhof beigesetzt.

### Auszeichnungen
- 4 Leninorden
- 3 Rotbannerorden
- 2 Suworoworden 1. Klasse
- Kutusoworden 1. Klasse
- Bogdan-Chmelnizki-Orden 1. Klasse